# The Licked Hand
The Licked Hand (dt. „Die geleckte Hand“), auch als The Doggy Lick (dt. „Das Hundelecken“) bekannt, ist eine düstere Legende aus den USA, die sich dort großer Beliebtheit erfreut und in zahlreichen Variationen vorliegt. Ihren Ursprung soll die Legende im US-Bundesstaat Illinois haben.

## Hintergrund

### Handlung
Der häufigsten und beliebtesten Version zufolge ist ein junges Mädchen mit ihrem Hund zum ersten Mal abends allein zuhause. Im örtlichen Radiosender ertönt eine Meldung über einen aus der Haft (oder Psychiatrie) entflohenen Psychopathen. Das Mädchen reagiert besorgt und läuft durch das ganze Haus, um sicherzustellen, dass alle Türen und Fenster fest verschlossen sind. Als das Mädchen zu Bett geht, weist es den Hund an, unter dem Bett zu schlafen und aufzupassen. In derselben Nacht wird der Teenager durch das Geräusch eines tropfenden Wasserhahns im Badezimmer geweckt. Da die Nachtlampe nicht funktioniert und das Mädchen Angst hat, im Dunkeln zum Badezimmer zu gehen, bleibt es im Bett und tastet immer wieder nach dem Hund. Da es spürt, wie seine Hand geleckt wird, nimmt das Mädchen an, der Hund sei immer noch bei ihr. Schließlich schläft sie ein. Am nächsten Morgen geht das Mädchen ins Bad und erblickt an der gegenüberliegenden Wand (nach anderen Versionen auf dem Glas des Badezimmerspiegels) eine mit Blut geschriebene Nachricht: „Humans can lick, too.“ (dt. „Auch Menschen können lecken“). Der geliebte Hund hängt aufgeschlitzt in der Duschkabine (oder über der Badewanne).

### Bekannte Variationen
Eine ebenfalls beliebte und verbreitete Variation lässt das Mädchen aufwachen und in die Küche gehen, um sich einen Mitternachtssnack zu gönnen. Als sie die Küche betritt, hört sie ein Tropfgeräusch, von dem das Mädchen zunächst annimmt, dass es aus der Spüle kommt. Dort tropft allerdings nichts, jedoch liegt dort ein blutiges Küchenmesser. Als das Mädchen den Kühlschrank öffnet, fällt ihm der aufgeschlitzte Körper ihres Hundes vor die Füße. An der Innenseite der Kühlschranktür klebt ein Zettel mit bereits erwähnter Botschaft.
In einer anderen, weniger blutrünstigen Variante kommen die Eltern des Mädchens am nächsten Morgen zurück und erkundigen sich, wie es ihr in der Nacht ergangen sei. Als das Mädchen erwidert, dass ihr Hund sie beruhigt hat, entgegnen die Eltern, dass der Hund entweder im Keller ein- oder draußen ausgesperrt war.
Eine weitere Variante schließlich, erzählt von einer halbblinden Rentnerin, der Ähnliches widerfährt, wie dem Mädchen. In wieder anderen Versionen sind es nicht die Hände, sondern die Füße des Mädchens, die geleckt werden.

### Ursprung
Die genauen Ursprünge dieser Legende sind nicht mehr mit Sicherheit bestimmbar, in den USA heißt es oft, die Geschichte handele von einem Mädchen aus Illinois. Die Legende ist in den USA, in Kanada und in England offenbar schon länger bekannt und wird besonders unter Teenagern bei Pyjamaparties erzählt. Gruselgeschichten, in denen einsame Mädchen (oder Frauen) zuhause Eindringlingen zum Opfer fallen, sind seit den 1960er Jahren überliefert. Zu dieser Zeit begannen in den USA selbstbewusste Teenager und Frauen, von zuhause auszuziehen und sich eigene Wohnungen zu suchen, wo sie dann oft eine Zeit lang allein lebten. Neuen Aufschwung erfuhr die Legende, als 1996 im kanadischen Montreal sechs Frauen zuhause ermordet wurden. Die Moral hinter der Geschichte ist demnach, Kinder und Jugendliche zu erhöhter Vorsicht und Aufmerksamkeit anzuhalten, wenn sie nachts allein in ihrer Wohnung sind. Ansonsten sollen derlei Gruselgeschichten lediglich unterhalten und Ängste schüren. Dass The Licked Hand auf wahren Begebenheiten beruhen soll, ist nicht nachweisbar.